# Clash of Champions
Clash of Champions è stato un pay-per-view di wrestling prodotto annualmente dalla WWE. L'evento è stato creato nel 2016 in sostituzione di Night of Champions e, inizialmente, era un'esclusiva del roster di Raw, per poi diventare nel 2017 appannaggio dei soli atleti di SmackDown; dopo un anno di assenza nel 2018, è tornato in calendario nel 2019 aperto ad entrambi i roster.
L'evento non va confuso con l'omonimo pay-per-view della World Championship Wrestling.

## Edizioni
|  | Evento esclusivo del roster di Raw       |
|  | Evento esclusivo del roster di SmackDown |

| Edizione        | Data              | Città        | Sede                    | Main event                      |
| --------------- | ----------------- | ------------ | ----------------------- | ------------------------------- |
| 2016 (Dettagli) | 25 settembre 2016 | Indianapolis | Bankers Life Fieldhouse | Kevin Owens vs. Seth Rollins    |
| 2017 (Dettagli) | 17 dicembre 2017  | Boston       | TD Garden               | AJ Styles vs. Jinder Mahal      |
| 2019 (Dettagli) | 15 settembre 2019 | Charlotte    | Spectrum Center         | Braun Strowman vs. Seth Rollins |
| 2020 (Dettagli) | 27 settembre 2020 | Orlando      | Amway Center            | Roman Reigns vs. Jey Uso        |